# Hotell Kattegat
Hotell Kattegat är en hotellbyggnad i Torekov i nordvästra Skåne. Hotellet var Torekovs första tvåvåningshus och uppfördes på en tomt där det tidigare låg ett gammalt gästgiveri. Hotell Kattegat, som i första hand vände sig till badgäster, invigdes i maj 1896.
Hotellet byggdes om år 1920 efter ritningar av den norskfödde arkitekten Karl Güettler. Han hade också bland annat ritat hotellet Skånegården i grannorten Båstad. Hotell Kattegat hade då 25 rum med sammanlagt 40 bäddar.
Verksamheten vid Hotell Kattegat har under vissa perioder varit kopplad till andra turistetablissemang i Torekov och anläggningen har byggts om flera gånger. Inriktningen på hotell- och restaurangrörelsen har också varierat. Under senare år har flera välkända kockar haft ansvar för restaurangverksamheten, bland dem bröderna Rikard Nilsson och Robert Nilsson samt Niklas Ekstedt. Även Tina Nordström har arbetat i köket på hotellet. Hotell Kattegat har varit nedläggningshotat flera gånger. Under åren 2010, 2011 och 2012 låg verksamheten nere, men öppnade igen till säsongen 2013.
Hotell Kattegat var mellan den 16 och 20 augusti 1971 scen för den politiska uppgörelsen om framtiden för den svenska monarkin, Torekovskompromissen. Då möttes de ledande politikerna i Grundlagberedningen på hotellet för att arbeta fram en överenskommelse om vilken roll som den svenska statschefen skulle ha framtiden.